# پاتریک جان
پاتریک جان (انگلیسی: Patrick John; زاده ۷ ژانویهٔ ۱۹۳۸ – درگذشته ۶ ژوئیهٔ ۲۰۲۱) سیاست‌مدار اهل دومینیکا بود. وی از ۳ نوامبر ۱۹۷۸ تا ۲۱ ژوئن ۱۹۷۹ نخست‌وزیر این کشور بود.
پاتریک جان در ۶ ژوئیه ۲۰۲۱، در سن ۸۳ سالگی درگذشت.